# Zamek w Winnicy
Zamek w Winnicy – pierwotny zamek zbudowany przez Koriatowiczów, synowców Olgierda, wielkiego księcia litewskiego.

## Historia
Pierwszy zamek położony był w dzisiejszym starym mieście, za rzeką Boh. W 1571 roku Bohusz Korecki, starosta winnicki wybudował drugi zamek na wyspie, którego ślady przetrwały do końca XIX wieku. Zamek ten został spalony przez Tatarów w 1580 roku. Wzniesiono więc trzeci zamek, o którym mówi konstytucja z 1613 roku, zbudowany przez Aleksandra Walentego Kalinowskiego, generała podolskiego i starostę bracławskiego i winnickiego, jego własnym kosztem. Po zajęciu przez Kozaków podczas Powstania Chmielnickiego, oblegany w marcu 1651 roku przez wojska koronne. W 1750 roku hajdamacy napadli na Winnicę, zdobyli zamek i zniszczyli znajdujące się tam dokumenty.

## Architektura
Król Polski Zygmunt II August w 1545 roku wysłał do rewizji zamku swego sekretarza Lwa Patejewicza Tyszkowicza. Komisarz królewski znalazł zamek w  bardzo złym stanie. Było w nim 30 horodni utrzymywanych przez ziemian i mieszczan i trzy wieże. Tak o wyglądzie tej warowni pisał Tyszkiewicz w tym zamku nie ma czego chwalić, cały opadł i zgnił. A przy tym jest mały z drzewa zbyt cienkiego zrobiony, a nadto ściany niezamczyste, prawie jedne dziury wszędzie i nie wiem gdzie by indziej tak prosto zamek był budowany jak ten właśnie, nie tylko ludziom w czasie ataku nieprzyjaciela nie ma gdzie zamknąć i skąd się bronić, ale i bydło niebezpiecznie zamykać, bo jakiem żyw, tak prostego a słabego zamku Ukrainy nie widziałem. Postanowiono wtedy zamek przebudować i rozszerzyć, ale ziemianie i mieszczanie nie chcieli się zabrać do tego bez gospodarskiej pomocy, wymawiając się swym ubóstwem i brakiem rąk do pracy. Lustracja z 1789 r. tak opisuje budowlę zamek postawiony za miastem na kępie, rzeką Bohem i jej odnogą jest oblany; przy moście brama drewniana, z dwiema po bokach komórkami na niewolników, a na górze izba na wieży dla obywateli; na dziedzińcu budynek duży z drzewa, dosyć wygodny, dalej budynek kuchenny i trzeci na aresztantów, na górze stajnia a pod górą wieża in fundo, darnem równo z ziemią pokryta, dalej magazyn, wał z ziemi usypany, znacznie zepsuty, na obszernym placu rozpoczęto budować kancelarię.

## Uzbrojenie
Również w 1545 roku w bardzo opłakanym stanie było uzbrojenie zamku. 

Z dwóch niewielkich działek lanych jedno tylko było zdatne do użycia, hakownic żelaznych było 26 dobrych, nadto 4 kije staroświeckie, niepewne do strzału, rusznic ani jednej. Prochu około kamienia, saletry dwie niewielkie beczki, siarki około kamienia, ołowiu przeszło trzy kamienie, kul działowych kamiennych żelazem oblanych 19 a hakowniczych 40; prochownic nie było. Puszkarz był jeden, który nie umiał wyrabiać saletry. Zapasu żywności – naspiżowania żadnego nie było

.